# كأس الجزائر 1990–91
كأس الجزائر 1990–91 هو موسم من كأس الجزائر. أشرف على تنظيمه الاتحاد الجزائري لكرة القدم، وكان عدد الأندية المشاركة فيه 64، وفاز فيه اتحاد بلعباس.